# Елеј
Елеј је у грчкој митологији било више личности.

## Етимологија
Име Елеј означава Елејца.

## Митологија
- Елеј је био краљ Елиде и према неким изворима, иста личност као и Хелеј. У том случају, или је био Персејев син и Пелопов наследник или Ендимионов унук[2], односно син Ендимионове кћерке Еурикиде и Посејдона. Сматран је епонимним херојем Елиђана.[3] Он (или је то био Хелије или Посејдон) је са Амфидамантовом кћерком Наупијадамом или Ифибојом имао сина Аугија.[1]
- Елеј је према Паусанији био Амфимахов син и још један краљ Елиде. У доба његове владавине, Дорци или Хераклиди су напали Пелопонез.[3] Када је Оксил, након освајања Пелопонеза, заједно са Етолцима, опседао главни град Елиде у жељи да га освоји, њиме је владао Елеј (или Диос) и бранио је свој град, јер није желео да Оксилу уступи престо. Снаге којима су обојица располагали су биле подједнаке и одлучено је да се спор реши двобојем. Представник Елиђана је био стрелац Дегмен, а Етолаца пљачкаш Пирехмо, који је и победио и донео власт Оксилу.[4]

- Елеј је био дух или демон, персонификација (са)милости и сажаљења. Према Хигину, био је син Ереба и Никс, а његова супротност је била Анедеја, немилосрдност.[5] Паусанија је извештавао да су Атињани били једини међу Хеленима који су обожавали ово божанско биће, које је по његовом мишљењу заправо од свих богова, најсврсисходније за људски живот у свим његовим „превратима“. Атињани су му били подигли и олтар у скупштини и свако ко их је молио за помоћ, попут Адраста или Хераклида, морао је то да учини пред тим олтаром.[6]